# 小李飛刀 (1994年電視劇)
《小李飛刀》，香港無線電視根據古龍小說《多情剑客无情剑》改編的劇集，於1994年9月海外發行，1995年9月12日至10月7日凌晨00:15-01:20首播，共20集，監製李元科。主題曲《清心明月照》由蘇永康主唱，插曲《清者自清》由蘇永康、范曉萱合唱。

## 演員表
- 關禮傑 飾 李尋歡
- 錢嘉樂 飾 阿　飛
- 關寶慧 飾 林詩音
- 傅明憲 飾 林仙兒
- 陳捷文 飾 龍嘯雲
- 鄧兆尊 飾 龍天賜
- 王龍威 飾 梅花盜
- 沈　威 飾 姥　姥
- 博　君 飾 伊　哭
- 李桂英 飾 紫　媚
- 陳嘉輝 飾 智　賢
- 梁欽祺 飾 上官金虹
- 張英才 飾 心　向
- 李海生 飾 心　湖
- 虞天偉 飾 心　性
- 凌　漢 飾 心　樹
- 薛純基 飾 阿　忠
- 李衛民 飾 阿　福
- 陳勉良 飾 阿　牛
- 黃成想 飾 王大文
- 蕭山仁 飾 凌波子
- 李耀敬 飾 金風白
- 鄭　雷 飾 南宮博
- 麥子雲 飾 趙正義
- 曹　濟 飾 曹掌門
- 何壁堅 飾 何掌門
- 陳中堅 飾 陳掌門
- 鄭繼忠 飾 惠
- 曾仲元 飾 恩
- 楊建武 飾 眉
- 葉振華 飾 舍利師
- 鄧汝超 飾 舍利師
- 王天鐸 飾 鬼　頭
- 張海勤 飾 鬼　頭
- 羅　維 飾 鬼　頭
- 廖麗麗 飾 老闆娘
- 黃文標 飾 打鐵佬
- 戴少民 飾 賜手下
- 劉煒全 飾 賜手下
- 譚一清 飾 老　闆
- 麥皓為 飾 太　醫
- 黃清榕 飾 歌　妓
- 何潔珊 飾 歌　妓
- 黎秀英 飾 媒　婆
- 余慕蓮 飾 奶　媽
- 關　菁 飾 伙　伕
- 蕭浩輝 飾 童　子
- 石　雲 飾 朝廷武官
- 呂劍光 飾 富　商
- 吳文偉 飾 卓公子
- 鄭英龍 飾 方公子
- 溫雙燕 飾 三　嬸
- 胡耀峰 飾 樂
- 袁嘉偉 飾 白毛野人
- 亦　羚 飾 布（公主）
- 朱偉達 飾 島　主
- 湯俊明 飾 長老甲
- 戴耀明 飾 長老乙
- 伍文生 飾 勇　士
- 陳寶靈 飾 族　人
- 張俊華 飾 沙　彌
- 孫季卿 飾 船　夫
- 黃小燕 飾 孫小紅